# 外岡慎一郎
外岡 慎一郎（とのおか しんいちろう、1954年 - ）は、日本の歴史学者。前奈良大学文学部史学科教授。前敦賀市立博物館長。日本中世史専攻。

## 略歴
1954年横浜市生まれ。1978年中央大学文学部国史学科卒、1984年同大学院文学研究科博士後期課程単位取得満期退学。1986年学校法人敦賀学園敦賀短期女子大学（のち、敦賀短期大学）教員となる。助教授、教授を経て、2013年同大学廃止につき退職、敦賀市立博物館館長となる。2018年、博士号を取得。奈良大学文学部史学科教授に着任。2025年3月退任。

## 著書
- 『武家権力と使節遵行』（同成社、2015年）
- 『大谷吉継 (シリーズ・実像に迫る2)』（戎光祥出版、2016年）
- 『「関ケ原」を読む 戦国武将の手紙』（同成社、2018年）